# 壱岐市立鯨伏中学校
壱岐市立鯨伏中学校（いきしりついさふしちゅうがっこう, Iki City Isafushi Junior High School）は、2011年（平成23年）3月末まで長崎県壱岐市にあった公立中学校。略称は「鯨中」（いさちゅう）。
旧勝本町の壱岐市立勝本中学校に統合された。

## 概要
歴史
1947年（昭和22年）学制改革の際に「鯨伏村立鯨伏中学校」として開校した。
校章
1951年（昭和36年）に制定。鯨伏中学校 校区の3地区（立石・布気・本宮）を逆三角形（▽）で表し、校名「鯨伏（イサフシ）」の頭文字の「イ」と「サ」の文字を3つずつ組み合わせた絵の中央に「中」の文字を置いている。
校歌
1970年（昭和45年）に制定。作詞・作曲ともに山口藻人による。4番まであり、3番の最後に「鯨中」が登場する。なお、壱岐市役所のホームページで校歌の曲（歌詞あり、歌詞なし）をダウンロードできる。
1969年（昭和44年）以前は鯨伏小学校と同じ校歌であった。
校区
住所表記で、勝本町の後に「立石西触」、「立石南触」、「立石仲触」、「立石東触」、「百合畑触」、「布気触」、「上場触」、「湯本」、「本宮東触」、「本宮仲触」、「本宮西触」、「本宮南触」が続く地区。小学校区は壱岐市立鯨伏小学校。
制服
男子は学生服（学ラン）、女子はセーラー服。

## 沿革
- 1947年（昭和22年）
  - 4月1日 - 学制改革により、鯨伏村本宮南触241番地に「鯨伏村立鯨伏中学校」が創立。
  - 4月10日 - 開校。
    - 新校舎完成までの間、仮校舎で授業を行う。1・2年生は鯨伏村立鯨伏小学校（布気触）[3]、3年生は旧鯨伏高等実業青年学校校舎（本宮南触）。
    - 初代校長に品川芳春が就任。職員数9名（校長を含む）、生徒数198名でのスタート。
- 1949年（昭和24年）
  - 2月19日[4] - 本宮南触175番地に校舎が完成。
  - 7月17日 - 運動場が完成。
- 1950年（昭和25年）
  - 5月30日 - 電話が開通。
  - 8月5日 - 東3教室が完成。
- 1953年（昭和28年）12月10日 - 校内放送設備を完備。
- 1955年（昭和30年）2月11日 - 町村合併により、「勝本町立鯨伏中学校」と改称。
- 1956年（昭和31年）[5]- 校章・校旗を制定。
- 1962年（昭和37年）- 生徒数が最大263名となる。
- 1963年（昭和38年）
  - 4月 - へき地集会所（講堂）が完成。
  - 7月 - ミルク給食を開始。
- 1966年（昭和41年）4月 - 完全給食A型を開始。
- 1967年（昭和42年）
  - 特殊学級（現・特別支援教室）を開設。
  - 図書室・資料室を設置。
  - 女子ソフトボール部が長崎県中学校総合体育大会で優勝。
- 1969年（昭和44年）- 女子ソフトボール部が長崎県中学校総合体育大会で優勝。（2度目）
- 1970年（昭和45年）- 生徒守則を制定。校歌（鯨中健児の歌）を制定。バスケットボールコートを新設。
- 1974年（昭和49年）4月 - 布気触（現在地）に新校舎が完成し、移転。
- 1976年（昭和51年）- 体育館が完成。美術窯を設置。
- 1978年（昭和53年）- 永富チヨ寄贈による永富文庫が設置。
- 1983年（昭和58年）- 男子バレーボール部、長崎県中学校総合体育大会で優勝。（九州大会で6位）
- 2004年（平成16年）3月1日 - 壱岐島4町の合併により、「壱岐市立鯨伏中学校」（最終名）に改称。
- 2008年（平成20年）9月 - 壱岐市教育委員会が中学校規模適正化（統廃合）計画を発表。
- 2011年（平成23年）3月31日 - 壱岐市立勝本中学校に統合され、閉校（生徒数30名（中3を含む））。64年の歴史に幕を下ろす。

## 跡地について

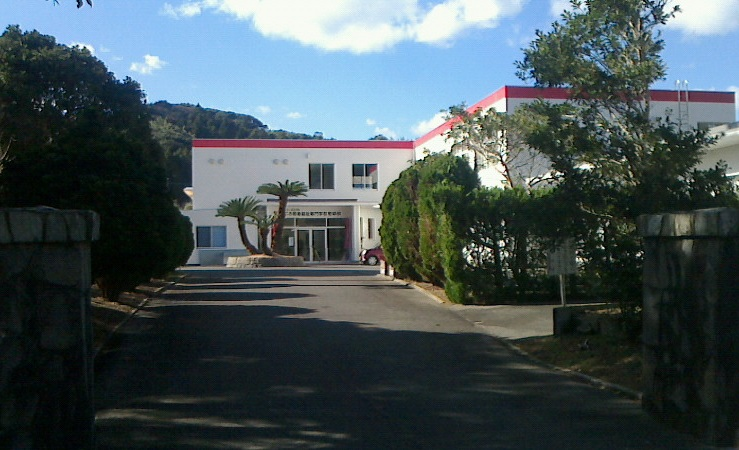
こころ医療福祉専門学校壱岐校
（2017年4月開校）

- 2017年（平成29年）4月を目標に、耐震工事等を施したうえで、介護福祉士を養成する専門学校「こころ医療福祉専門学校壱岐校」（設置者:学校法人岩永学園、修業年限2年、定員1学年40名）が開校した[6][7]。
- 旧鯨伏中学校の体育館は老朽化により、2021年（令和3年）に解体された。

## 周辺
- 湯本郵便局
- 壱岐市立鯨伏小学校
- B&G財団勝本海洋センター
- 壱岐警察署鯨伏警察官駐在所
- 観世音寺
- 湯ノ本温泉
- 湯ノ山公園

## 参考資料
- 広報いき 壱岐市役所 2010年（平成22年）7月号
- 「勝本町郷土史 鯨伏編」（1966年（昭和31年）7月, 勝本教育委員会）
- 「勝本町史 上巻」（1985年（昭和62年）2月, 勝本町）
- 「教育百年のあゆみ」（1974年（昭和49年）11月, 勝本町教育委員会）
- 「壱岐市立鯨伏中学校閉校記念誌」（2011年（平成23年）5月31日発行, 壱岐市立鯨伏中学校閉校記念事業実行委員会）